# Pseudaletia cooperi
Pseudaletia cooperi är en fjärilsart som beskrevs av William Schaus 1923. Pseudaletia cooperi ingår i släktet Pseudaletia och familjen nattflyn. Inga underarter finns listade i Catalogue of Life.